# Befunge

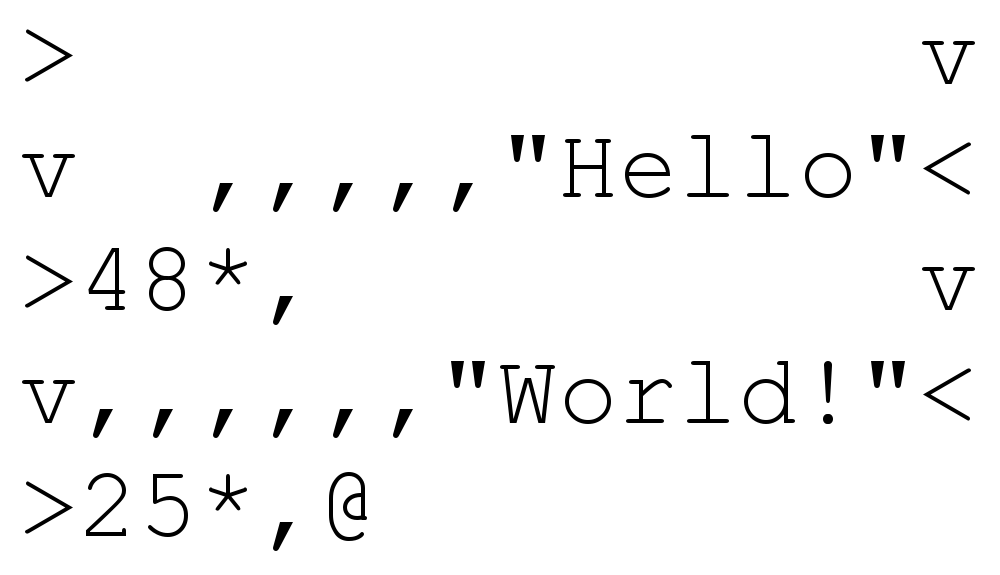
Programa básico de "¡Hola mundo!" escrito en Befunge.

Befunge es un lenguaje de programación esotérico, funge-oide, reflexivo y basado en pila. Difiere de los lenguajes convencionales en que los programas están dispuestos en una parrilla bidimensional. Las instrucciones "flecha" dirigen el control de flujo hacia arriba, abajo, izquierda o derecha, y los bucles se construyen dirigiendo el control de flujo en círculo.

## Historia
Befunge lo creó Chris Pressey en 1993 en un intento de diseñar un lenguaje tan difícil de compilar como humanamente posible fuera (observe que la orden p introduce la posibilidad de código mutante). Sin embargo se han escrito varios compiladores. También existen varias extensiones a la especificación original "Befunge-93", incluido Funge-98, que extiende el concepto a un número arbitrario de dimensiones y admite múltiples hebras de ejecución, con varios punteros de instrucción operando simultáneamente en el mismo espacio. Las extensiones y variantes de Befunge se denominan Fungeoides o simplemente Funges.
La especificación Befunge-93 restringe cada programa válido a una parrilla de 80*25 instrucciones (horizontal y vertical, respectivamente). Si la ejecución de un programa excede estos límites, "salta" a un punto correspondiente en el otro lado de la parrilla; así, un programa en Befunge es el equivalente topológico de un toro. Dado que un programa en Befunge-93 sólo puede tener una pila y tiene limitado su espacio de almacenamiento, el lenguaje Befunge-93 no es Turing completo, al contrario que la mayoría de lenguajes de máquina. La especificación posterior Funge-98 proporciona Turing-completitud eliminando las restricciones de tamaño del programa: en lugar de simplemente saltar a un punto opuesto en un límite fijo, el movimiento de un puntero de instrucciones Funge-98 sigue un model denominado "espacio de Lahey" en honor a su creador, Chris Lahey. En este modelo, la parrilla se comporta como un toro de tamaño finito con respecto a estos saltos, pero puede ser extendido de forma indefinida.

## Código de ejemplo en Befunge-93
Mostramos la técnica de usar flechas para cambiar el control de flujo en el siguiente programa generador de números aleatorios. Siguiendo las flechas, las instrucciones ? envían el puntero de instrucciones en direcciones cardinales aleatorias hasta que el puntero da con un dígito, introduciéndolo en la pila. Entonces las flechas navegan hasta el . para extraer el dígito de la pila y devolver el puntero al primer aleatorizador direccional. Observe que no hay código @ para terminar este programa, así que produce números aleatorios de 1 a 9 de forma continua.
```
vv  <      <
    2
    ^  v<
 v1<?>3v4
    ^   ^
>  >?>  ?>5^
    v   v
 v9<?>7v6
    v  v<
    8
 .  >  >   ^
^<
```

Este es un ejemplo del clásico programa "¡Hola mundo!". Primero se introducen en la pila las letras "olleH" como números ASCII. Luego se extraen de la pila en orden LIFO y se muestran como caracteres de texto para dar "Hello". El espacio es el carácter 32 en ASCII, que aquí se construye multiplicando 4 por 8, antes de comenzar la salida de texto. El resto del código muestra de forma similar "World!", seguido del carácter ASCII 10 (un salto de línea).
```
>              v
v ,,,,,"Hello" <
>48*,          v
v,,,,,,"World!"<
>25*,@
```

## Lista de instrucciones para Befunge-93
| 0-9 | Introduce este número en la pila |
| +   | Suma: Extrae a y b, e introduce a+b |
| -   | Resta: Extrae a y b, e introduce b-a |
| *   | Multiplicación: Extrae a y b, e introduce a*b |
| /   | División entera: Extrae a y b, e introduce b/a, redondeado a la baja. Si a es cero, pregunta al usuario qué resultado desea.                                                           |
| %   | Módulo: Extrae a y b, e introduce el resto de la división entera b/a. Si a es cero, pregunta al usuario qué resultado desea.                                                           |
| !   | NOT lógico: Extrae un valor. Si es cero, introduce 1; si no, introduce cero. |
| `   | Mayor que: Extrae a y b, e introduce 1 si b>a, o cero en caso contrario. |
| >   | Comienza a moverse a la derecha |
| <   | Comienza a moverse a la izquierda |
| ^   | Comienza a moverse hacia arriba |
| v   | Comienza a moverse hacia abajo |
| ?   | Comienza a moverse en una dirección aleatoria |
| _   | Extrae un valor; se mueve a la derecha si valor=0, o a la izquierda si no |
| \|  | Extrae un valor; se mueve hacia abajo si valor=0, o hacia arriba si no |
| "   | Empieza el modo cadena: introduce cada carácter ASCII hasta que encuentre el siguiente "                                                                                               |
| :   | Duplica el valor en la cima de la pila |
| \   | Intercambia los dos valores en la cima de la pila |
| $   | Extrae un valor de la pila |
| .   | Extrae un valor y lo muestra como entero |
| ,   | Extrae un valor y lo muestra como carácter ASCII |
| #   | Trampolín: Omite la siguiente celda |
| p   | Una llamada "put" (una manera de almacenar un valor para uso posterior). Extrae y, x y v, y cambia el carácter en la posición (x, y) del programa por el carácter con el valor ASCII v |
| g   | Una llamada "get" (una manera de recuperar datos almacenados). Extrae y y x, y luego introduce el valor ASCII del carácter que se encuentra en esa posición en el programa             |
| &   | Solicita un número al usuario y lo introduce en la pila |
| ~   | Solicita al usuario un carácter e introduce su valor ASCII |
| @   | Fin de programa |

### Implementaciones
- Cat's Eye Technologies
- Otro intérprete más para Befunge93 (Intérprete de Befunge93 de fuente abierta, escrito en java)
- Sitio oficial del intérprete Rc/Funge-98
- Language::Befunge Módulo Perl en CPAN que interpreta Befunge-98 (en inglés)
- Language::Befunge::Debugger Depurador gráfico de Befunge escrito en Perl (en inglés)
- Inline::Befunge Módulo Perl en CPAN para insertar código Befunge dentro de Perl (en inglés)

- Datos: Q814269